# 维勒库尔
维勒库尔（法語：Villecourt，法語發音：[vilkuʁ]）是法国上法蘭西大區索姆省的一个市镇，属于佩罗讷区。

## 地理
维勒库尔（49°47'59"N, 2°58'16"E）面积2.19 平方千米，位于法国上法蘭西大區索姆省，该省份为法国北部沿海省份，北起加来海峡省和北部省，西接滨海塞纳省和大西洋英吉利海峡，南至瓦兹省，东临埃纳省。
与维勒库尔接壤的市镇（或旧市镇、城区）包括：伊村、索姆河畔贝唐库尔、法尔维、马蒂尼、帕尔尼、瓦耶讷。
维勒库尔的时区为UTC+01:00、UTC+02:00（夏令时）。

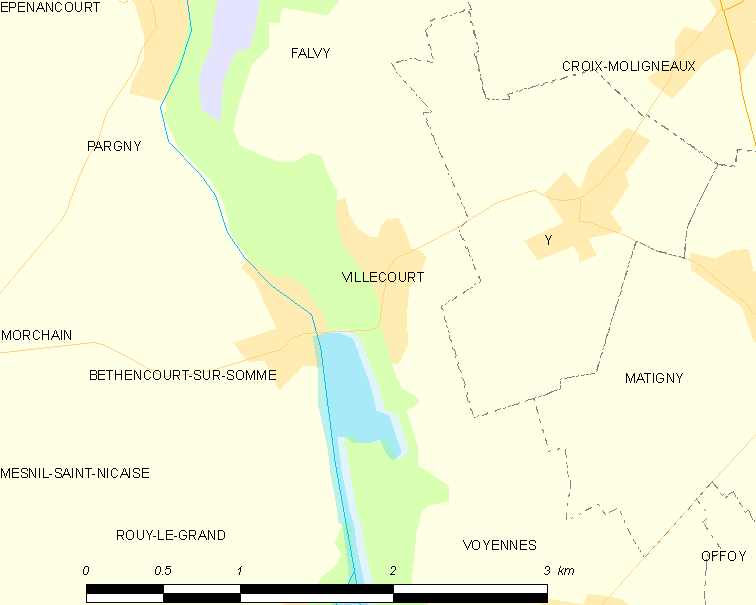
维勒库尔的OSM定位图

## 行政
维勒库尔的邮政编码为80190，INSEE市镇编码为80794。

## 政治
维勒库尔所属的省级选区为阿姆县。

## 人口

1962-2008年间维勒库尔人口变化图示

维勒库尔于2022年1月1日时的人口数量为47人。